# مريم بار
مريم بار (بالإنجليزية: Miriam Barr)‏ هي كاتِبة وشاعرة نيوزيلندية، ولدت في 1982.